# Kanimir
Kanimir, Kanimier, Kajmir, Kalmir — słowiańskie/staropolskie imię męskie, złożone z członów: Kani- w różnych wersjach brzmieniowych ("gościć, zapraszać") i -mir ("pokój, spokój, dobro"). Znaczenie imienia: "ten, u kogo gości pokój".
Kanimir, Kanimier, Kajmir, Kalmir imieniny obchodzą 9 czerwca